# 蓋特韋 (阿拉斯加州)
蓋特韋（英語：Gateway）是位於美國阿拉斯加州馬塔努斯卡-蘇西特納自治市鎮的一個人口普查指定地區。根據2010年美國人口普查，該地人口為5552人，而該地的面積約為43.40平方千米。

## 地理
蓋特韋的座標為61°34′35″N 149°15′09″W / 61.57639°N 149.25250°W，而該地的平均海拔高度為61米（即200英尺）。